# Gary Cahill
Gary James Cahill (* 19. Dezember 1985 in Sheffield) ist ein ehemaliger englischer Fußballspieler.

## Karriere

### Verein

#### Aston Villa (2004–2008)
Cahill begann das Fußballspielen beim AFC Dronfield, einem rund zehn Kilometer südlich von Sheffield gelegenen kleinen Klub. Dabei zeigte er sich gleichsam im Abwehr- und Mittelfeldzentrum als derart talentiert, dass ihn mehrere prominente Vereine als U-14-Spieler umwarben. Dazu zählten der FC Barnsley, Sheffield Wednesday, Derby County und Aston Villa und bei dem zuletzt genannten Klub schloss er sich im Jahr 2001 der Nachwuchsabteilung an.
Nach seinem Aufstieg in den Seniorenbereich wechselte er im November 2004 auf Leihbasis zum Zweitligisten FC Burnley. Dort gab er im Ligapokal gegen Tottenham Hotspur seinen Einstand und obwohl die Partie deutlich mit 0:3 verloren ging, wirkte der damals 18-jährige Cahill vergleichsweise abgeklärt für sein junges Alter. Schnell einigte man sich darauf, dass er bis zum Ende der Saison 2003/04 weitere Spielpraxis in Burnley sammeln sollte. So gewann er an der Seite der erfahreneren Frank Sinclair und John McGreal Erfahrung und nicht selten war er in der Defensive der „letzte Mann“, der brenzlige Situationen zu klären in der Lage war. Mit seinen Stärken sowohl in der Luft als auch im technischen Bereich am Boden zeigte er bereits die Qualitäten, die ihn später in der Premier League auszeichnen sollten. Beim letzten Heimspiel wurde Cahill in Burnley mit stehenden Ovationen verabschiedet; ein dauerhafter Transfer hatte beim finanziell klammen Zweitligisten nie ernsthaft zur Debatte gestanden. So kehrte er nach insgesamt 32 Pflichtspielen und einem Tor (zum 1:0-Auswärtssieg gegen Stoke City am 3. Januar 2005) zu Aston Villa zurück.
Am 20. September 2005 kam er erstmals in der ersten Mannschaft von Aston Villa zum Zug. Dabei vertrat Cahill beim 8:3-Auswärtssieg gegen die Wycombe Wanderers Liam Ridgewell im Abwehrzentrum. Nach einer mehrmonatigen Pause folgte am 1. April 2006 der Einstand in der Premier League, als er im Verlauf der 0:5-Niederlage gegen den FC Arsenal kurz nach Beginn der zweiten Halbzeit eingewechselt wurde. Acht Tage später stand er im Derby gegen West Bromwich Albion (0:0) erstmals in der Startformation und insgesamt konnte er in den verbleibenden Saisonpartien mit guten Leistungen überzeugen – darunter war ein Tor per Seitfallzieher gegen Birmingham City in einem weiteren Derby. Nach einer in der Vorbereitung zur Saison 2006/07 erlittenen Verletzung kam er erst im November 2006 gegen den FC Everton (1:0) wieder zum Einsatz, aber fortan entwickelte er sich immer mehr zu einer Konstante im Abwehrzentrum an der Seite von Olof Mellberg oder Liam Ridgewell.
Dessen ungeachtet ging Cahills Zeit bei Aston Villa wenig später ihrem Ende entgegen. Nach zwei Pflichtspielen in der Saison 2007/08 lieh ihn der Zweitligist Sheffield United unter Trainer Bryan Robson drei Monate lang aus. In Sheffield wusste er erneut zu überzeugen und als Ende Januar 2008 die Bolton Wanderers die Transfersumme von fünf Millionen Pfund boten, wechselte Cahill zu dem Erstligaklub und unterzeichnete dort einen 3½-Jahres-Vertrag.

#### Bolton Wanderers (2008–2012)
Obwohl einige Experten in den Medien anfänglich in Anbetracht der hohen Ablösesumme skeptisch waren, etablierte sich Cahill schnell im Team von Gary Megson. Nach einem gelungenen Debüt beim 2:0-Auswärtssieg gegen den FC Reading verhalf er mit seiner Leistung beim 0:0 bei Atlético Madrid (Hinspiel: 1:0) zum Achtelfinaleinzug. Mit Andy O’Brien harmonierte er gut im Abwehrzentrum, was als mitentscheidend für den Klassenerhalt der Bolton Wanderers eingestuft wurde und erste Stimmen wurden laut, die eine mögliche Berufung in die englische A-Nationalmannschaft zum Thema hatten. In der Saison 2008/09 wurde er aufgrund konstant guter Darbietungen immer mehr zu einem Schlüsselspieler, der auch bei Standardsituationen größere Torgefahr zu entwickeln begann. Er schoss sein erstes Tor für Bolton am 5. Oktober 2008 bei West Ham United (3:1) und ließ noch zwei weitere Treffer bei 4:1-Erfolgen gegen den AFC Sunderland und den FC Middlesbrough folgen. Zu Beginn der Spielzeit 2009/10 befand er sich weiter in einer außerordentlich guten Form und mit sieben Pflichtspieltoren bis Mitte Januar 2010 untermauerte er auch weiter seine Offensivqualitäten. Ein Blutgerinnsel im Arm ließ ihn dann jedoch für knapp zwei Monate pausieren und nach seinem Comeback gegen Manchester United (0:4) wirkten die Darbietungen im Vergleich zum Leistungsvermögen unterdurchschnittlich.
In der Spielzeit 2010/11 stand er in 36 Premier-League-Partien in der Startelf. Nach wieder beständigen Leistungen konkretisierten sich ab Dezember 2011 die Gerüchte, die einen möglichen Abgang Cahills zu einem anderen Verein im Januar 2012 zum Thema hatten. Da Cahills Vertrag zum Ende der Spielzeit auslief, war Trainer Owen Coyle bereit, seinen Spieler zu verkaufen – anstelle sich auf die drohende Ablösefreiheit im Sommer 2012 einstellen zu müssen, auch um selbst im Abstiegskampf das eingenommene Geld noch einmal in Spielerkäufe zu reinvestieren. Zu den Interessenten zählten der FC Arsenal, der FC Chelsea, Manchester United und Tottenham Hotspur. Kurz vor dem Jahreswechsel einigten sich Chelsea und Bolton hinsichtlich der Ablösesumme in Höhe von rund sieben Millionen Pfund und Mitte Januar 2012 wurde der Transfer offiziell vermeldet.

#### FC Chelsea (2012–2019)
Cahill wurde zum fünften englischen Nationalspieler in dem damals aktuellen Kader des FC Chelsea und übernahm das Trikot mit der Nummer 24. Auf den ersten Einsatz musste er einige Wochen warten, da ihn Trainer André Villas-Boas langsam zu integrieren beabsichtigte. Beim 3:3 gegen Manchester United war er Teil der Startformation und obwohl einige Gegentore hingenommen werden mussten, waren dort erste Anzeichen für sein künftig gutes Verständnis mit Innenverteidigerpartner David Luiz erkennbar. Aufgrund von Blessuren bei Konkurrenten im Abwehrzentrum erhielt er fortan mehrere Bewährungschancen und für seine Leistung beim 1:0-Sieg im Halbfinalhinspiel gegen den FC Barcelona in der Champions League wurde ihm weitreichende Anerkennung gezollt. Im Rückspiel verletzte er sich jedoch und musste im letzten Monat pausieren, wodurch er auch das siegreiche Endspiel im FA Cup gegen den FC Liverpool verpasste. Dessen ungeachtet meldete er sich kurz vor dem Champions-League-Finale am 19. Mai 2012 gegen den FC Bayern München fit. In der Partie, die Chelsea im Elfmeterschießen gewann, absolvierte er die kompletten 120 Minuten inklusive Verlängerung.
In der Spielzeit 2012/13 etablierte sich Cahill weiter in Chelsea Mannschaft. Dabei musste er nach einer Knieverletzung aus dem 2:0 gegen West Ham United einige Partien aussetzen. Meilensteine in der Saison waren für ihn die internationalen Vereinseinsätze. Dort schoss er im Super Cup gegen Atlético Madrid den Ehrentreffer zum 1:4 und bei der Klub-Weltmeisterschaft sah er im Finale gegen Corinthians São Paulo (0:1) kurz vor Spielende nach einer Auseinandersetzung mit Emerson die rote Karte. Im Mai 2013 stand er in Chelsea Finalmannschaft, die über ein 2:1 gegen Benfica Lissabon den Titel in der Europa League errang.
Unter dem neuen Trainer José Mourinho war Cahill in der Saison 2013/14 Teil der stabilsten Abwehr der Premier League, die nur 27 Gegentore kassierte. Partner in der Innenverteidigung war zumeist der erfahrene John Terry und das Zusammenspiel war derart gut, dass Stimmen laut wurden, die nachhaltig diese Formation auch für die englische Nationalmannschaft empfahlen. Weitere Auszeichnungen waren für Cahill die Berufung in die „Mannschaft des Jahres“ in den Spielzeiten 2013/14 und 2014/15 (PFA Team of the Year), wobei er 2015 zum ersten Mal in seiner Laufbahn die englische Meisterschaft gewann und dabei nur zwei Ligaspiele verpasste. Während die anschließende Saison 2015/16 enttäuschend verlief und Cahill mit Chelsea nur einen Mittelfeldplatz belegte, unterzeichnete er im Dezember 2015 einen neuen Vertrag bis zum Ende der Saison 2018/19. Nach der Saison 2018/19, in der er nur auf 2 Ligaeinsätze gekommen war, verließ Cahill den Verein mit seinem Vertragsende.

#### Crystal Palace & AFC Bournemouth (2019–2022)
Kurz vor dem Start der Saison 2019/20 schloss sich Cahill Crystal Palace an. Er unterschrieb einen Vertrag mit einer Laufzeit bis zum 30. Juni 2021. Mitte August 2021 unterzeichnete er einen neuen Kontrakt für ein Jahr beim Zweitligisten AFC Bournemouth. Dort spielte er ein Jahr und beendete dann nach kurzer Vereinslosigkeit im November 2022 seine aktive Karriere.

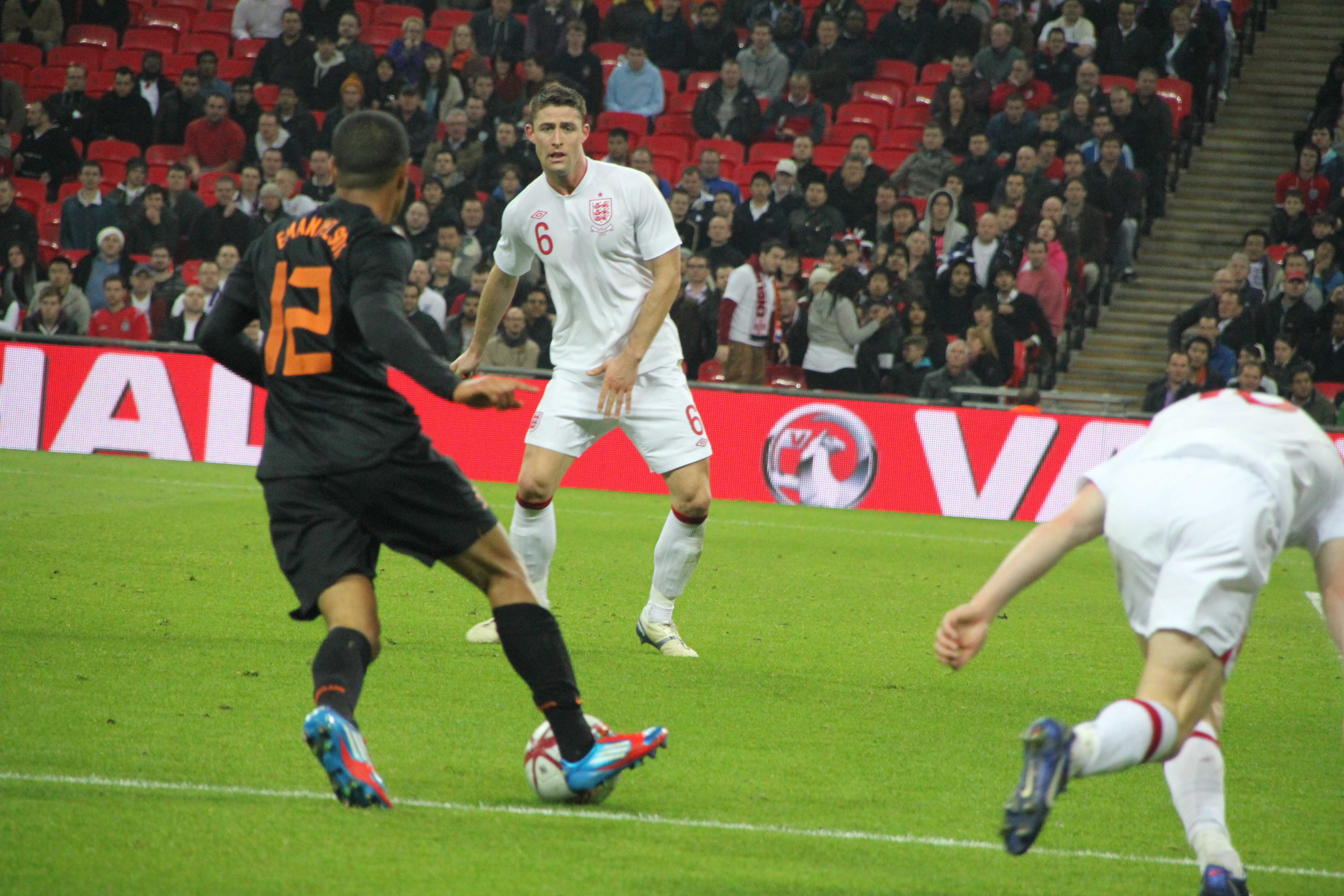
Gary Cahill (Mitte) im Spiel gegen die Niederlande

### Nationalmannschaft
Cahill war 2007 Teil der englischen U-21-Nationalmannschaft und am 6. Juni 2009 wurde er aufgrund einer Verletzung Rio Ferdinands von Englands Nationaltrainer Fabio Capello für das WM-Qualifikationsspiel gegen Kasachstan erstmals in den Kader der A-Nationalmannschaft berufen. Sein erstes Länderspiel bestritt er schließlich am 3. September 2010 gegen Bulgarien (4:0) an der Seite von John Terry, nachdem sich dessen Partner Michael Dawson verletzt hatte. Im März 2011 stand er im Freundschaftsspiel gegen Ghana erstmals in der Startelf der „Three Lions“ und sein erstes Länderspieltor gelang ihm im September 2011 in einem weiteren Spiel gegen Bulgarien.
Fünf Monate nach seinem Wechsel zum FC Chelsea zählte Cahill zum Stammpersonal von Nationaltrainer Roy Hodgson. Er war auch im ursprünglichen 23-Mann-Kader Englands für die Euro 2012 vertreten, aber nach einer Kollision mit Torhüter Joe Hart brach er sich im letzten Vorbereitungsspiel den Kiefer und musste seine Teilnahme am Turnier absagen. Nach der Europameisterschaft spielte sich Cahill bei der anschließenden WM-Qualifikation weiter in die Stammformation und bildete zumeist mit Phil Jagielka vom FC Everton das Abwehrzentrum. Vor allem seine Leistung beim wichtigen 0:0 gegen die Ukraine in Kiew, als er zum „Man of the Match“ gewählt wurde, festigte seine diesbezügliche Stellung. Im Mai 2014 berief ihn Hodgson in den Kader für die WM-Endrunde 2014 in Brasilien. Gary Cahill kam im ersten Spiel gegen Italien und im zweiten gegen Uruguay zum Einsatz. Das erste Spiel verlor England mit 1:2 gegen Italien und auch das zweite Spiel gegen Uruguay ging mit 1:2 verloren. Gary Cahill spielte dabei in allen zwei Spielen durch. Nachdem Costa Rica nach dem 3:1-Sieg gegen Uruguay auch ihr zweites Spiel gegen Italien mit 1:0 gewannen errangen die „Ticos“ den Gruppensieg während England ausgeschieden war. Auch im dritten unbedeutenden Spiel kam Cahill zum Einsatz und auch hier spielte er durch.
Während der erfolgreichen Qualifikation für die Euro 2016 in Frankreich blieb Cahill weiter ein fester Bestandteil des englischen Team, und nachdem er im September 2014 zum Vizekapitän hinter Wayne Rooney ernannt worden war, führte er im Oktober 2015 in dessen Abwesenheit erstmals die A-Nationalmannschaft selbst als Kapitän aufs Feld. Bei der Fußball-Europameisterschaft wurde er im Mai 2016 als Stammspieler in das Aufgebot Englands aufgenommen. Er bestritt alle vier Partien bis zum Ausscheiden im Achtelfinale über die volle Spielzeit.
Während der Qualifikation für die Weltmeisterschaft 2018 in Russland gehörte Gary Cahill weiterhin zu den Stammspielern, wobei er nach der erfolgreichen Qualifikation in der Vorbereitung lediglich zweimal zum Einsatz kam. Bei der Endrunde gehörte er zum englischen Kader, kam allerdings lediglich im dritten und letzten Gruppenspiel gegen Belgien zum Einsatz. Mit der Nationalmannschaft der Engländer wurde Cahill am Ende des Turnieres Vierter. Am 28. August 2018 trat er gemeinsam mit Jamie Vardy aus der englischen Nationalmannschaft zurück.

## Titel/Auszeichnungen
- Champions League (1): 2012
- Europa League (1): 2013
- Englischer Meister (2): 2015, 2017
- Englischer Pokal (2): 2012, 2018
- Englischer Ligapokal: 2015
- PFA Team of the Year (3): 2013/14, 2014/15,  2016/17
- UEFA Europa League: (1) 2018/19